# Aqüífer del riu Snake

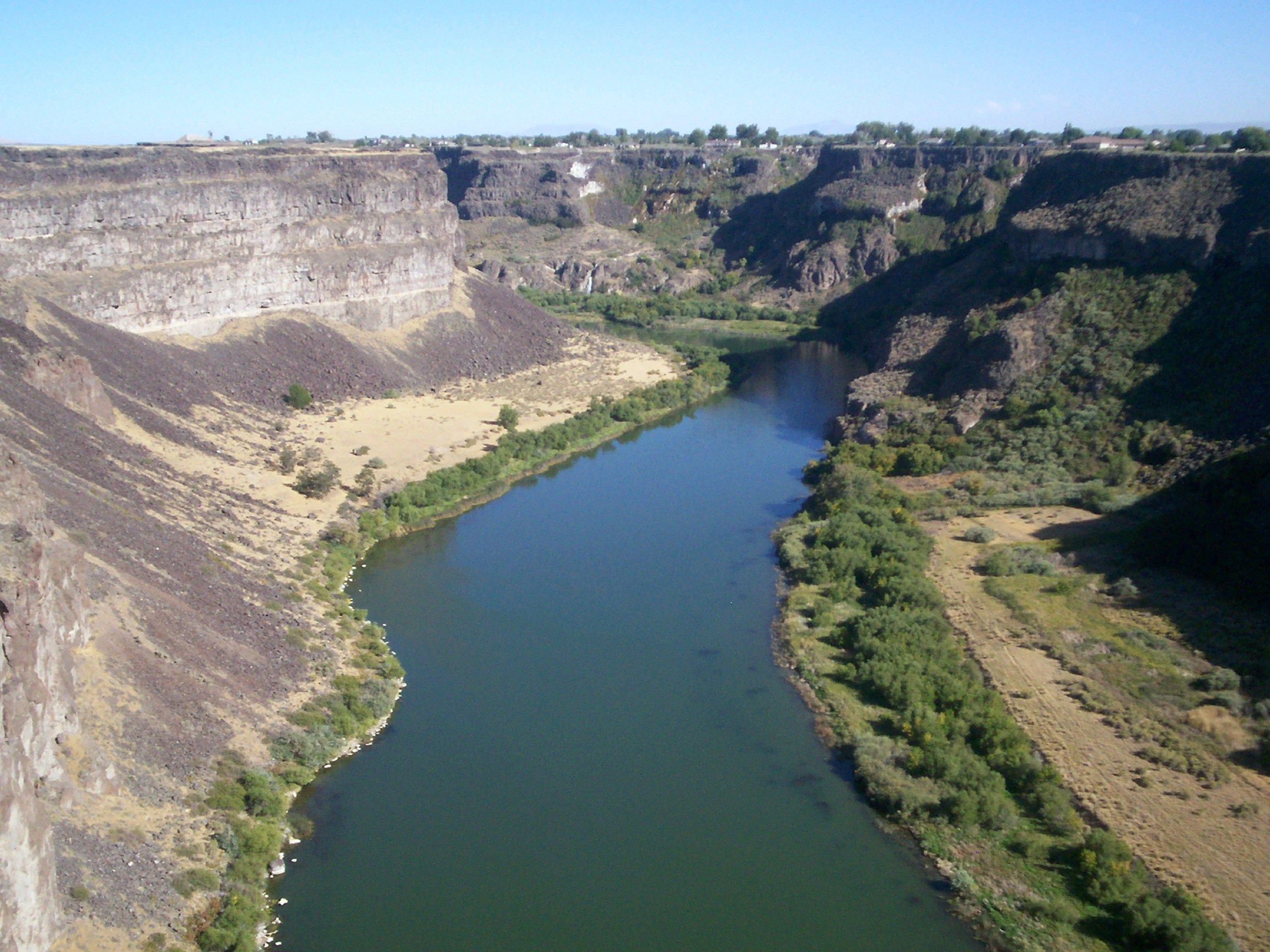
El Riu Snake a prop de Twin Falls, Idaho

L'Aqüífer del riu Snake (en anglès: Snake River Aquifer) és una gran reserva d'aigua subterrània per sota de la Plana del riu Snake a l'estat d'Idaho. La majoria d'aquesta aigua de l'aqüífer prové de la pluja i de la fosa de les neus que flueix cap la plana des del riu Snake, riu Big Lost, riu Bruneau, i altres cursos d'aigua del sud d'Idaho. Fa uns 400 milles (640 km) d'est a oest i és un important recurs d'aigua per a regar la Plana. Comunament es defineix aquest aqüífer en dues parts separades pel Salmon Falls Creek. Són els aqüífers oriental i l'occidental.

## Aqüífer Oriental del riu Snake
L'Aqüífer Oriental del riu Snake (en anglès: Eastern Snake River Plain Aquifer) al nord del riu Snake té gran importància econòmica. No és una formació geològica senzilla. Consta de basalts del quaternari que poden fer un quilòmetre i mig de fondària.
Per a unes 100 milles aigües avall de l'embassament Milner, prop de Twin Falls, s'estima un volum d'aigua d'uns 200 mil milions de peus cúbics.